# Соснино (Омская область)
Соснино — деревня в Горьковском районе Омской области. Входит в Горьковское городское поселение.

## История
Основана в 1730 году. В 1928 г. состояла из 148 хозяйств, основное население — русские. Центр Соснинского сельсовета Иконниковского района Омского округа Сибирского края.

## Население
| 2002 | 2010 | 2011 | 2012 | 2013 | 2014 | 2015 |
| ---- | ---- | ---- | ---- | ---- | ---- | ---- |
| 167  | ↘112 | →112 | ↗118 | ↗126 | ↘121 | →121 |
| 2016 | 2017 | 2018 | 2019 | 2020 | 2021 | 2023 |
| ↗127 | ↗130 | ↘123 | ↘120 | ↘116 | ↘97  | ↘90  |